# برنارد براون
برنارد براون (بالإنجليزية: Jonathan Brown)‏ (28 نوفمبر 1975 تشيكاشا الولايات المتحدة - ) هو لاعب كرة قدم أمريكي.

## روابط خارجية
- برنارد براون على موقع مرجع كرة القدم المحترفة.كوم (الإنجليزية)